# Historisch-Technisches Museum Peenemünde
Historisch-Technische Museum Peenemünde (HTM) er et historisk og tekniks museum, som siden 1991 befinder sig på arealet ved det tidligere kraftværk i Peenemünde på øen Usedom i den østlige del af den tyske delstat Mecklenburg-Vorpommern. Museet beskæftiger sig med raketforsøgsstationen Heeresversuchsanstalt Peenemünde (HVA) og det tyske luftvåbens udvikling af raketter mellem 1936 og 1945. Siden januar 2007 er det en af Europas vigtigste museer for industrikultur. Fra åbningen af museet til år 2011 har mere end 4,6 millioner besøgende set udstillingen, derunder mange skoleklasser.

## Udstilling
Udstillingen i det tidligere kraftværk er hovedsagelig en historisk udstilling, som foruden den tekniske historie også mindes ofrene. De besøgende bliver informeret med plancher, dokumenter og film om, hvilken katastrofal pagt raketbyggeren Wernher von Braun indgik med de daværende magthavere.
På grund af de tekniske erfaringer fra Peenemünde kunne Wernher von Braun og mange af de tidligere medarbejdere fra Peenemünde i midten af 1960erne for NASA være med til at udvikle Saturn-V-raketterne. Opgaven for de tidligere HVA raket-byggere var udviklingen af krigsvåben. På film vises virkningen af de såkaldte Wunderwaffe.
Den tekniske viden fra HVA dannede også grundlaget for sejrsmagternes udvikling af atomraketter. I følge udstillingens dokumenter var fagfolk fra Peenemünde efter den 2. verdenskrig involveret i projekter i USA, UdSSR, Storbritannien og Frankrig.
Arbejdsbetingelserne og vilkårene for forsøgsanstaltens tvangsarbejdere i Peenemünde bliver også belyst. Der bliver også udførlig berettet om KZ-fanger, der i Bayern og Østrig under umenneskelige betingelser var beskæftiget med at montere "Vidundervåbene". Interessant er kopien af et V1-missil og en V2-raket på arealet ved siden af museet.

### Fotos
- V2-Model (HTM Peenemünde)
- Fieseler Fi 103 „V1“
- Rakethurtigbåden „Hans Beimler“ af Tarantul-klassen
- Et tidligere Peenemünder transporttog
- Affyringsrampe for „V1“
- Kraftværket i Peenemünde
- Kapellet i Peenemünde er et mindested for Peenemündes ofre